# 초특별군
군론에서, 초특별군(超特別群, 영어: extraspecial group)은 크기가 소수의 거듭제곱이며, 중심이 그 소수 크기의 순환군이며, 중심에 대한 몫군이 그 소수 크기의 순환군들의 직접곱인 유한군이다.

## 정의
유한군 {\displaystyle G}가 어떤 소수 {\displaystyle p}에 대하여 다음 세 조건을 만족시킨다면, 초특별군이라고 한다.
- {\displaystyle |G|\in \{1,p,p^{2},\dotsc \}}이다.
- {\displaystyle \operatorname {Z} (G)\cong \operatorname {Cyc} (p)}. 즉, 그 중심이 크기 {\displaystyle p}의 순환군이다.
- {\displaystyle G/\operatorname {Z} (G)\cong \operatorname {Cyc} (p)^{n}}인 양의 정수 {\displaystyle n}이 존재한다. (특히, {\displaystyle n>0}이므로, {\displaystyle G}는 아벨 군이 될 수 없다.)

## 성질
모든 {\displaystyle p}-초특별군의 크기는
{\displaystyle p^{1+2n}\qquad (n\in \mathbb {Z} ^{+})}
의 꼴이다. 반대로, 임의의 {\displaystyle p^{1+2n}}의 꼴의 수에 대하여, 이 크기의 초특별군은 (군의 동형 아래) 정확히 2개가 있다.
초특별군의 교환자 부분군은 중심과 같으며, 그 프라티니 부분군 역시 중심과 같다.

## 연산
두 군 {\displaystyle G}와 {\displaystyle H} 및 군의 동형 사상
{\displaystyle \theta \colon \operatorname {Z} (G)\to \operatorname {Z} (H)}
가 주어졌다고 하자. 그렇다면, {\displaystyle G}와 {\displaystyle H}의 {\displaystyle \theta }에 대한 중심곱(中心곱, 영어: central product)은 다음과 같다.
{\displaystyle G\star H={\frac {G\times H}{\{(g,h)\in \operatorname {Z} (G)\times \operatorname {Z} (H)\colon \theta (g)h=1\}}}}
이는 일반적으로 {\displaystyle \theta }에 의존하지만, 만약 {\displaystyle G}와 {\displaystyle H}가 둘 다 초특별군일 경우 이는 (군의 동형 아래) 유일하다. 또한, 두 초특별군의 중심곱은 초특별군이다.
또한, 초특별군의 중심곱은 군의 동형 아래 결합 법칙과 교환 법칙을 따른다. 즉, 임의의 초특별군 {\displaystyle G,H,K}에 대하여
{\displaystyle G\star H\cong H\star G}
{\displaystyle (G\star H)\star K\cong G\star (H\star K)}
이다. (그러나 이 동형이 표준적일 필요는 없다.)

## 분류
임의의 소수 {\displaystyle p}에 대하여, 모든 {\displaystyle p}-초특별군은 크기 {\displaystyle p^{3}}의 초중심곱들의 중십곱으로 표현된다. 즉, {\displaystyle p}-초특별군의 분류는 크기 {\displaystyle p^{3}}의 초특별군들의 분류로 귀결된다.

### 짝수p
{\displaystyle p=2}일 때, 크기 8의 두 2-초특급군은 다음 두 개이다.
{\displaystyle \operatorname {Dih} (4)} (크기 8의 정이면체군)
{\displaystyle Q_{8}=\{\pm \mathrm {i} ,\pm \mathrm {j} ,\pm \mathrm {k} ,\pm 1\}} (사원수군)
이들은 다음을 만족시킨다.
{\displaystyle Q_{8}\star Q_{8}\cong \operatorname {Dih} (4)\star \operatorname {Dih} (4)}
즉, 임의의 양의 정수 {\displaystyle n}에 대하여, 크기 {\displaystyle 2^{1+2n}}의 2-초특급군은 다음 두 개이다.
- 짝수 개의 {\displaystyle Q_{8}}을 포함하는 것
- 홀수 개의 {\displaystyle Q_{8}}을 포함하는 것

### 홀수p
{\displaystyle p\geq 3}일 때, 크기 {\displaystyle p^{3}}의 두 {\displaystyle p}-초특급군은 다음 두 개이다.
{\displaystyle G_{1}=\left\{{\begin{pmatrix}1&a&b\\0&1&c\\0&0&1\end{pmatrix}}\colon a,b,c\in \mathbb {F} _{p}\right\}\leq \operatorname {GL} (3;\mathbb {F} _{p})}
{\displaystyle G_{2}=\operatorname {Cyc} (p^{2})\rtimes \operatorname {Cyc} (p)}
{\displaystyle G_{2}}에서, 반직접곱에 사용되는, {\displaystyle \operatorname {Cyc} (p)}의, {\displaystyle \operatorname {Cyc} (p^{2})} 위의 작용은 자명하지 않은 임의의 작용이다.
이들은 다음을 만족시킨다.
{\displaystyle G_{1}\star G_{1}\cong G_{2}\star G_{2}}
이에 따라, 임의의 주어진 크기에 대하여, {\displaystyle p}-초특급군은 {\displaystyle G_{2}}를 짝수 개 포함하는 것과 홀수 개 포함하는 것의 두 가지가 있다.

## 참고 문헌
- Blackburn, Simon R. (1999), “Groups of prime power order with derived subgroup of prime order”, 《Journal of Algebra》 219 (2): 625–657, doi:10.1006/jabr.1998.7909, ISSN 0021-8693, MR 1706841
- Gorenstein, D. (1980), 《Finite Groups》, New York: Chelsea, ISBN 978-0-8284-0301-6, MR 569209
- Newman, M. F. (1960), “On a class of nilpotent groups”, 《Proceedings of the London Mathematical Society》, Third Series 10: 365–375, doi:10.1112/plms/s3-10.1.365, ISSN 0024-6115, MR 0120278
- Shelah, Saharon; Steprāns, Juris (1987), “Extraspecial p-groups”, 《Annals of Pure and Applied Logic》 34 (1): 87–97, doi:10.1016/0168-0072(87)90041-8, ISSN 0168-0072, MR 887554